# Alberta magna
Alberta magna är en måreväxtart som beskrevs av Ernst Meyer. Alberta magna ingår i släktet Alberta och familjen måreväxter. Inga underarter finns listade i Catalogue of Life.